# Campionato Primavera 2013-2014 (calcio femminile)
L'edizione 2013-2014 è stata la quindicesima nella storia del Campionato Primavera Femminile.

## Formula
Il torneo si divide in due fasi: una fase regionale, organizzata dai rispettivi comitati, ed una fase nazionale.
La fase regionale viene organizzata autonomamente dai singoli comitati regionali, i quali optano a seconda dei casi per un campionato, una coppa, eccetera. Le vincitrici dei rispettivi tornei regionali, acquisiscono il diritto di partecipare alla fase nazionale.
La fase nazionale consiste in due fasi: una a gironi ed una ad eliminazione diretta. Nella fase a gironi, ogni squadra disputa nel proprio un numero pari di gare in casa ed in trasferta: al termine delle rispettive giornate, la prima classificata di ogni girone accede alla fase ad eliminazione diretta.
Le gare della fase ad eliminazione dirette si disputano con andata e ritorno, mentre la finale è in gara unica su campo neutro.

## Limiti di età
Possono partecipare alla fase regionale solo le calciatrici nate dal 1º gennaio 1995 in poi e che, comunque, abbiano anagraficamente compiuto il 14º anno di età, regolarmente tesserate per le rispettive Società nella stagione in corso.
Per la sola fase a gironi della fase nazionale, possono essere impiegate fino a quattro atlete fuori quota nate dal 1º gennaio 1993 al 31 dicembre 1994.

## Partecipanti
In questa stagione, sono state 11 le squadre ammesse alla fase finale dai rispettivi campionati regionali.
Piemonte: Torino

Liguria: Molassana Boero

Lombardia: Inter Milano

Veneto: AGSM Verona

Friuli Venezia Giulia: Pordenone

Umbria: Grifo Perugia

Marche: L.F. Jesina

Lazio: Res Roma

Abruzzo: Chieti

Campania: Napoli

Puglia: Pink Sport Time

Le 11 partecipanti sono state divise in 4 gironi (tre da tre squadre, uno da due), con divisione geografica.
Ogni squadra disputa nel proprio girone due gare (una in casa ed una in trasferta): al termine delle tre giornate, la prima classificata di ogni girone accede alla fase ad eliminazione diretta.
Le semifinali si disputano in gare di andata e ritorno, mentre la finalissima si disputa in gara unica.
In questa edizione, la finale si è disputata giovedì 12 giugno alle 16:00, presso lo Stadio Bruno Buozzi di Firenze.

## Fase nazionale

### Fase a gironi

#### Girone A
- Torino -  Molassana Boero

| Data       | Squadra numero 1 | Squadra numero 2 | Risultato |
| ---------- | ---------------- | ---------------- | --------- |
| 11.05.2014 | Torino           | Molassana Boero  | 4 - 0     |
| 18.05.2014 | Molassana Boero  | Torino           | 2 - 7     |
| 25.05.2014 | -                | -                | -         |

| Squadra            | Pt | G | V | N | P | RF | RS | DR |
| ------------------ | -- | - | - | - | - | -- | -- | -- |
| 1. Torino          | 6  | 2 | 2 | 0 | 0 | 11 | 2  | +9 |
| 2. Molassana Boero | 0  | 2 | 0 | 0 | 2 | 2  | 11 | -9 |
| 3. -               | -  | - | - | - | - | -  | -  | -  |

#### Girone C
- Res Roma -  Grifo Perugia -  L.F. Jesina

| Data       | Squadra numero 1 | Squadra numero 2 | Risultato |
| ---------- | ---------------- | ---------------- | --------- |
| 11.05.2014 | Res Roma         | L.F. Jesina      | 1 - 2     |
| 18.05.2014 | Grifo Perugia    | Res Roma         | 3 - 3     |
| 25.05.2014 | L.F. Jesina      | Grifo Perugia    | 2 - 4     |

| Squadra          | Pt | G | V | N | P | RF | RS | DR |
| ---------------- | -- | - | - | - | - | -- | -- | -- |
| 1. Grifo Perugia | 4  | 2 | 1 | 1 | 0 | 7  | 5  | +2 |
| 2. L.F. Jesina   | 3  | 2 | 1 | 0 | 1 | 4  | 5  | -1 |
| 3. Res Roma      | 1  | 2 | 0 | 1 | 1 | 4  | 5  | -1 |

#### Girone B
- Napoli -  Pink Sport Time -  Chieti

| Data       | Squadra numero 1 | Squadra numero 2 | Risultato |
| ---------- | ---------------- | ---------------- | --------- |
| 11.05.2014 | Chieti           | Pink Sport Time  | 1 - 7     |
| 18.05.2014 | Napoli           | Chieti           | 8 - 0     |
| 25.05.2014 | Pink Sport Time  | Napoli           | 1 - 2     |

| Squadra            | Pt | G | V | N | P | RF | RS | DR  |
| ------------------ | -- | - | - | - | - | -- | -- | --- |
| 1. Napoli          | 6  | 2 | 2 | 0 | 0 | 10 | 1  | +9  |
| 2. Pink Sport Time | 3  | 2 | 1 | 0 | 1 | 8  | 3  | +5  |
| 3. Chieti          | 0  | 2 | 0 | 0 | 2 | 1  | 15 | -14 |

#### Girone D
- Pordenone -  Inter Milano -  AGSM Verona

| Data       | Squadra numero 1 | Squadra numero 2 | Risultato |
| ---------- | ---------------- | ---------------- | --------- |
| 11.05.2014 | Inter Milano     | Pordenone        | 1 - 2     |
| 18.05.2014 | AGSM Verona      | Inter Milano     | 1 - 1     |
| 25.05.2014 | Pordenone        | AGSM Verona      | 4 - 1     |

| Squadra         | Pt | G | V | N | P | RF | RS | DR |
| --------------- | -- | - | - | - | - | -- | -- | -- |
| 1. Pordenone    | 6  | 2 | 2 | 0 | 0 | 6  | 2  | +4 |
| 2. Inter Milano | 1  | 2 | 0 | 1 | 1 | 2  | 3  | -1 |
| 3. AGSM Verona  | 1  | 2 | 0 | 1 | 1 | 2  | 5  | -3 |

#### Verdetti
Accedono alla fase ad eliminazione diretta le prime dei quattro gruppi preliminari.
Girone A:  Torino
Girone B:  Napoli
Girone C:  Grifo Perugia
Girone D:  Pordenone

### Semifinali
| Squadra 1 | Totale          | Squadra 2     | Andata | Ritorno |
| --------- | --------------- | ------------- | ------ | ------- |
| Pordenone | 4 - 2           | Torino        | 3-1    | 1-1     |
| Napoli    | 2 - 2 (6-7 dcr) | Grifo Perugia | 2-0    | 0-2     |

### Finale
| Squadra 1 | Risultato       | Squadra 2     |
| --------- | --------------- | ------------- |
| Pordenone | 1 - 1 (4-6 dcr) | Grifo Perugia |